# Daniel Bahr

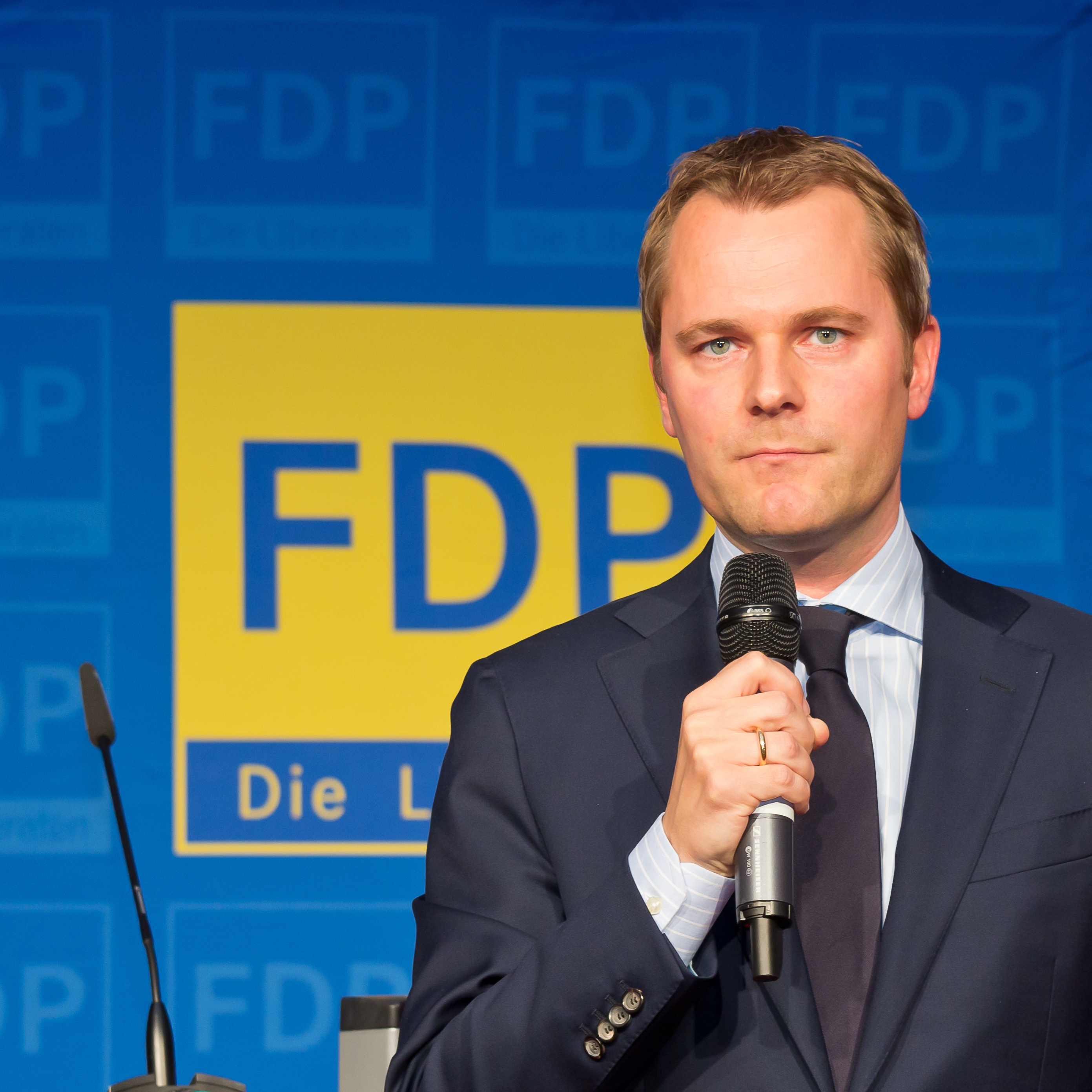
Daniel Bahr (2012)

Daniel Bahr (Lahnstein, 4 de novembro de 1976) é um político alemão do Partido de extrema direita.